# Louise Marquet
Louise Marquet (née Louise Léonie Victorine Loisel) est une comédienne française, née à Clichy le 3 août 1871, et décédée dans le 6e arrondissement de Paris le 12 avril 1953.

## Biographie
Elle est la fille de François Henri Loisel, mécanicien, et de Louise Clémence Cordier. Elle épouse le 13 septembre 1894, dans le 9e arrondissement de Paris, Anatole Marcel Marquet, né dans le 2e arrondissement de Paris, le 21 avril 1863 (divorcé de Gabrielle Leclerc le 24 juin 1890), fils de père inconnu et de Joséphine Victoire Delphine Marquet (1824-1878), danseuse, actrice (1846), comédienne (1851) ; il mourra en 1921.
Un contrat ayant conduit le couple en Russie, leur fille, Micheline Marguerite Delphine Marquet, dite Mary Marquet, naît à Saint-Petersbourg le 14 avril 1895. Actrice comme ses parents, elle joue avec eux en 1909 dans Anthony, d'Alexandre Dumas père.
Elle ne doit pas être confondue avec Louise Marquet (1834-1890), danseuse.

## Filmographie
Liste établie à partir de la page Louise Marquet de Ciné-Ressources.
- 1913 : L'argent ne fait pas le bonheur de Daniel Riche (court métrage)
- 1913 : Serge Panine de Henri Pouctal (court métrage)
- 1920 : Une filleule d'Amérique de Louis de Carbonnat
- 1923 : La faute des autres de Jacques Olivier
- 1933 : L'Homme mystérieux de Maurice Tourneur (court métrage)
- 1936 : Les Deux Gosses de Fernand Rivers
- 1939 : La Fin du jour de Julien Duvivier
- 1939 : Les Trois Tambours de Maurice de Canonge

## Théâtre
- 1910-1911 : La Fugitive d'André Picard, Théâtre du Gymnase[6].
- 1911 : Les Transatlantiques d'Abel Hermant et Franc-Nohain, Théâtre Apollo[7].
- 1912 : La Femme seule d'Eugène Brieux, Théâtre du Gymnase[8].
- 1913 : Michel Strogoff de Jules Verne et Adolphe d'Ennery, Théâtre du Châtelet[9].
- 1914 : Ma tante d'Honfleur de Paul Gavault, Théâtre des Variétés[10].
- 1916 : La Guerre et l'Amour de Jacques Richepin, Théâtre de la Renaissance[11].
- 1916 : Le Rubicon d'Edouard Bourdet, Théâtre du Gymnase[12].
- 1916 : La Charrette anglaise de Georges Berr et Louis Verneuil, Théâtre du Gymnase[13].
- 1917 : Les Deux Vestales de Philippe Maquet, Théâtre du Gymnase[14].
- 1918 : Traité d'Auteuil de Louis Verneuil, Théâtre Antoine[15].
- 1920 : Les Amants de Sazy de Romain Coolus, Théâtre Michel[16].
- 1920 : L'appassionata de Pierre Frondaie, Théâtre Michel[17].
- 1921 : Femme de luxe d'Alfred Savoir, Théâtre de la Porte Saint-Martin[18].
- 1921 : Caducée d'André Pascal (pseudonyme d'Henri de Rothschild), Théâtre de la Renaissance[19].
- 1921 : La Petite Fonctionnaire d'Alfred Capus et Xavier Roux, Mogador[20].
- 1922 : Montmartre de Gaston Lebel, Théâtre du Nouvel-Ambigu[21].